# Noviny pod Ralskem
Noviny pod Ralskem (německy Neuland am Rollberge) jsou obec v okrese Česká Lípa v Libereckém kraji. Leží pod vrcholem Ralsko, severovýchodně od Mimoně. Žije zde 310 obyvatel.
Novina bylo ve středověké češtině označení pro jař, tedy pole, které byla v trojpolním systému obnovena po úhoru. Ve jménech vesnic bývá vykládáno jako označení pro „novou zemi“, pozemky nově přetvořené v pole či louky.

## Historie
První písemná zmínka o obci pochází z roku 1504.

## Obyvatelstvo
| Rok            | 1869 | 1880 | 1890 | 1900 | 1910 | 1921 | 1930 | 1950 | 1961 | 1970 | 1980 | 1991 | 2001 | 2011 | 2021 |
| -------------- | ---- | ---- | ---- | ---- | ---- | ---- | ---- | ---- | ---- | ---- | ---- | ---- | ---- | ---- | ---- |
| Počet obyvatel | 538  | 571  | 507  | 507  | 495  | 476  | 502  | 287  | 297  | 282  | 279  | 232  | 248  | 248  | 297  |
| Počet domů     | 85   | 87   | 88   | 99   | 100  | 99   | 102  | 78   | 73   | 67   | 59   | 80   | 84   | 94   | 106  |

## Obecní správa
Mezi lety 1869–1980 Noviny pod Ralskem byly obcí v okrese Česká Lípa. Od 1. ledna 1981 do 30. června 1990 patřily jako část města k Mimoni a od 1. července 1990 jsou opět samostatnou obcí.

### Obecní symboly
Návrh znaku i praporu zpracoval Stanislav Kasík. V dubnu 1998 návrhy projednalo obecní zastupitelstvo, v květnu 1998 jej posoudil Podvýbor pro heraldiku a vexilologii Poslanecké sněmovny a 4. června 1998 jej obci předseda Poslanecké sněmovny udělil.

## Pamětihodnosti

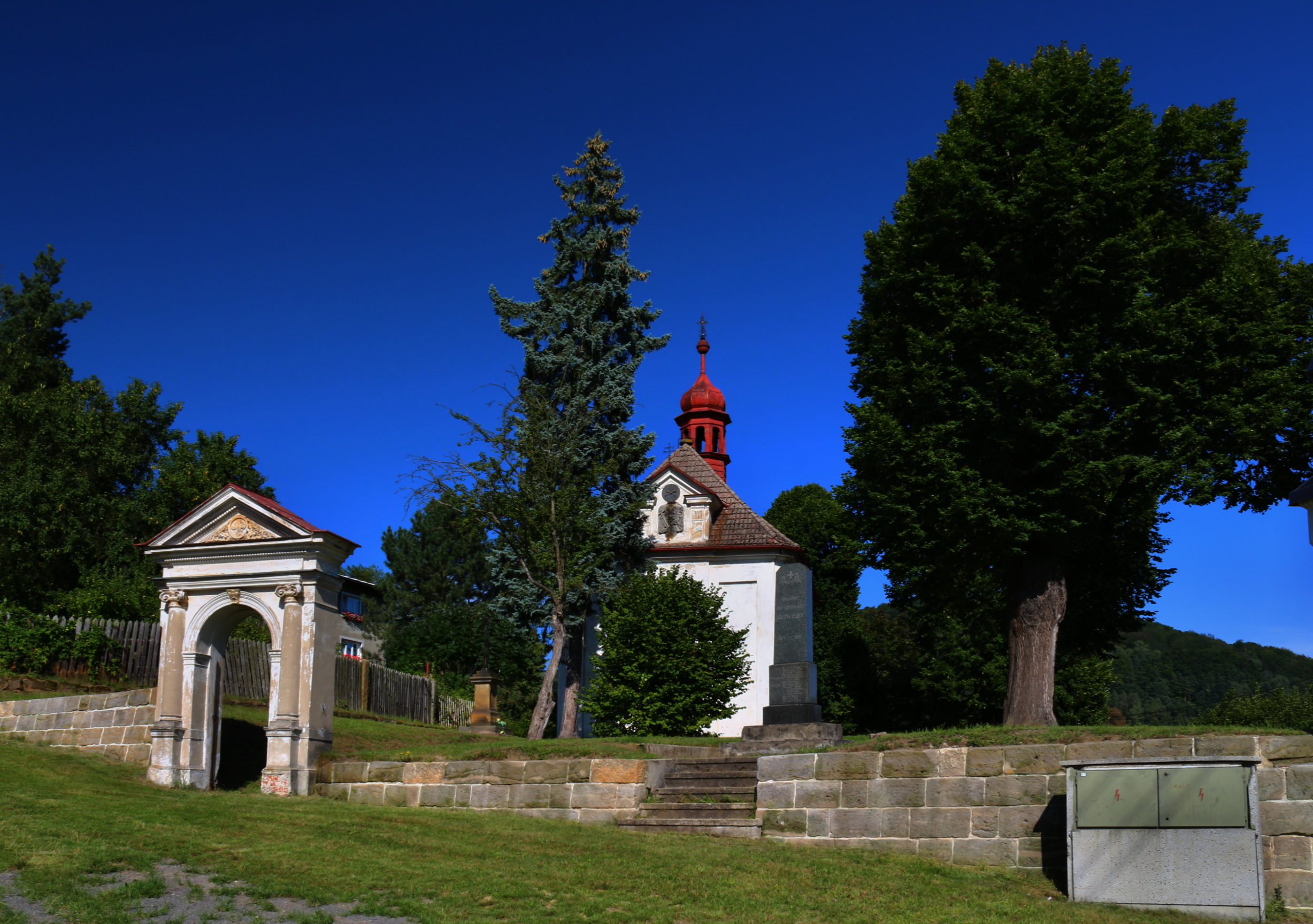
Kostel respektive kaple Nejsvětější Trojice v Novinách pod Ralskem

Z roku 1786 pochází zdejší kostel Nejsvětější Trojice, u kterého stojí klasicistní brána z 18. století. Na zdejším hřbitově je kaple se stejným zasvěcením, tedy Nejsvětejší Trojice, z konce 18. století. V obci jsou Boží muka a řada patrových roubených statků.

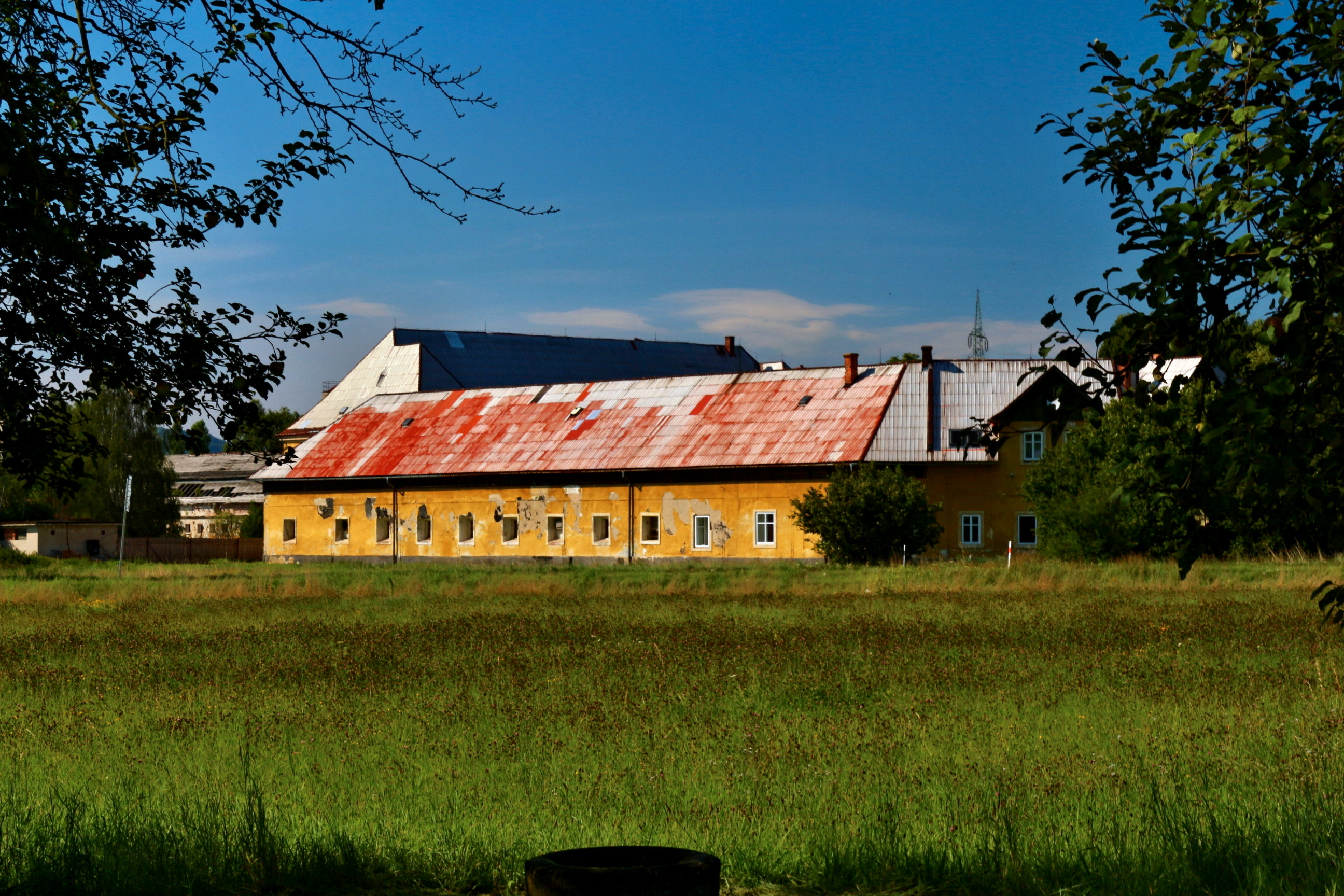
Někdejší barokní panský dvůr

Poněkud stranou obce samotné se nachází někdejší panský hospodářský dvůr č.p. 46, původně barokní objekt z přelomu 18. a 19. století. Panský dvůr je zapsán jako kulturní památka č. 28310/5-3164. Původně barokní hospodářská usedlost o třech budovách pochází z doby kolem roku 1800. Uzavřený areál dvora s vjezdem na západní straně tvoří obytné stavení, dvě hospodářské budovy a trojpodlažní sýpka, celý areál je pak obehnán zdí. Ve 20. století byl stavebně upraven pro potřeby zdejšího JZD, původní vstupní brána byla stržena a ostatní zrušeny. Nejzachovalejší z původního objektu je sýpka, která tvoří západní křídlo dvora. Severní křídlo objektu v současnosti slouží jako garáže a dílny. 

## Fotbal

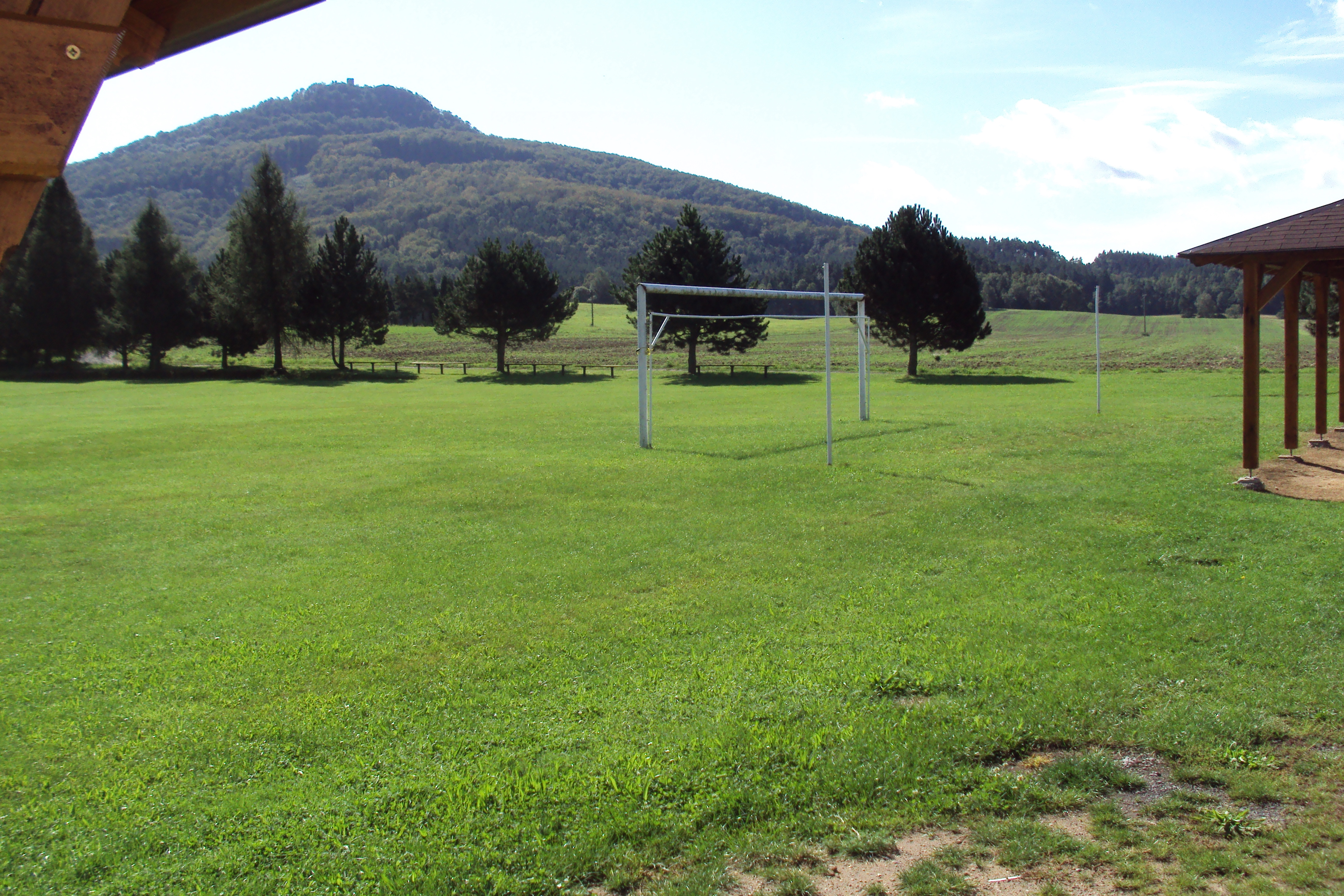
Hřiště v Novinách a Ralsko nad ním

Fotbalový tým mužů hraje ve III. třídě okresu Česká Lípa.

## Na katastru obce
Na jižní stranu katastrálního území Novin zasahuje hora Ralsko se stejnojmenným hradem a přírodní rezervací Ralsko.
Obcí protéká řeka Ploučnice. Průrva Ploučnice je zde pro turisty obvyklým cílem. Z Novin tam vede červeně značená turistická cesta, která pak pokračuje do města Mimoň, či na sever do Stráže pod Ralskem.
U hostince roste památná lípa malolistá.